# LEVEL-D
LEVEL-D（レベルディー）は、日本の埼玉県所沢市にあるラブドール、ダッチワイフ製造メーカー。2023年に廃業した。

## 概要
当初、等身大ラブドールも製造していたが、製造を停止している。そのため現在はヘッド単体のみ製造と販売をしている。様々なイベントや展示会などに製品を展示している。

## 歴史
2002年に「株式会社LEVEL-D」として設立された。
2010年2月からアダルトショップ「アダム＆イブ」にて期間限定で同年の6月6日まで製作ドールを展示した。
2015年4月1日、ボディの製造を休止することを発表した。それ以降ヘッド単体とウィッグのみ販売している。ヘッド自体は他社の製品に付けることができる。
2018年4月19日新作ヘッド『ARIA』を発表。
2019年1月1日、本社と製造工房を移転したことを同年の3月30日に発表。同年7月30日、CG・ドール作家「hinemaruSTUDIO」のデジタル原形の等身大ドール『タリーちゃん』のシリコン化ヘッド製作に協力したことを発表した。同製品は、同年8月の「真夏のデザインフェスタ」にて出品された。同年8月26日、SUENOBUKEIの撮影による写真集「静かな眼差し」をPHOTOPRESSOにて限定発売された。
2023年10月23日、登記記録の閉鎖等（清算の結了等）。

## 書籍
- 小谷野敦の著書『美人好きは罪悪か？』(2009年6月13日)
  - 製作ドール『未玲CURE』が紹介された。
- 高月靖の著書『南極1号伝説』(2009年8月4日)の
  - 製作ドール『綾苗Relax』が表紙に掲載された。
- 別冊文藝春秋連載作品『たまさか人形堂それから』(2013年5月23日)
  - 作品の協力に携わった。
- 写真集『静かな眼差し』
  - 写真撮影：SUENOBUKEI
  - PHOTOPRESSOのみで限定販売

## 事業所
- 本社所在地：〒359-1105 埼玉県所沢市青葉台1341[1]
- 工房：〒359-1101 埼玉県所沢市北中2丁目279-31[1]